# NGC 605
NGC 605 é uma galáxia lenticular (S0) localizada na direcção da constelação de Andromeda. Possui uma declinação de +41° 14' 52" e uma ascensão recta de 1 horas, 35 minutos e 02,3 segundos.
A galáxia NGC 605 foi descoberta em 21 de Outubro de 1881 por Édouard Jean-Marie Stephan.